# Blue Skies (film 1946)
Blue Skies – amerykański musical komediowy z 1946 roku w reżyserii Stuarta Heislera. W głównych rolach występują Bing Crosby i Fred Astaire.

## Obsada
- Bing Crosby jako Johnny Adams
- Fred Astaire jako Jed Potter
- Joan Caulfield jako Mary O’Hara
- Billy De Wolfe jako Tony
- Olga San Juan jako Nita Nova
- Mikhail Rasumny jako François
- Frank Faylen jako Mack
- Victoria Horne jako Martha, pielęgniarka
- Karolyn Grimes jako Mary Elizabeth Adams